# پرمالوی

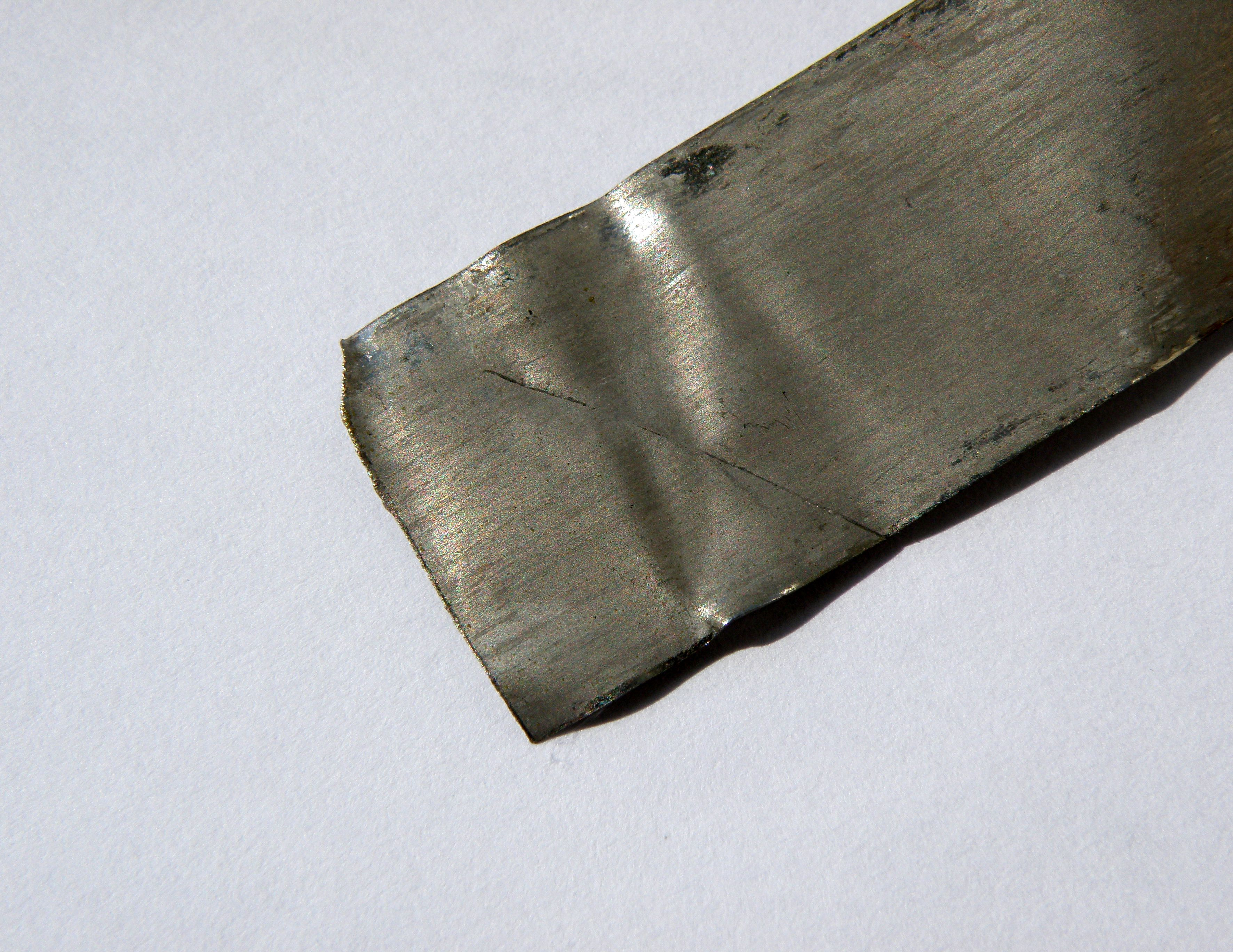
ورق پرمالوی

پرمالوی (به انگلیسی: Permalloy) یا پایاآلیاژ یا ماندآلیاژ،  آلیاژ مغناطیسی از آهن-نیکل و حاوی حدوداً ۸۰٪ نیکل و ۲۰٪ آهن است. در سال ۱۹۱۴ توسط فیزیکدانی به نام گستو المنت در آزمایشگاه بل اختراع شد.